# Walenstadt
Walenstadt és un municipi del cantó de Sankt Gallen (Suïssa), situat al districte de Sarganserland.